# Tramophanging
Tramophanging is een motorophangingsconfiguratie die veel gebruikt wordt bij spoorgebonden tractievoertuigen. De tractiemotor wordt hierbij op drie punten ondersteund, op twee punten via lagers op de aan te drijven wielas en via een veerelement met het draaistelframe. De motoras is hierbij parallel aan de aan te drijven wielas, beide zijn met elkaar verbonden met een tandwieloverbrenging. Door deze configuratie kan de as verticaal bewegen ten opzichte van het draaistelframe.
Doordat het draaistelframe zelf afgeveerd is, ontstaat een configuratie waarbij het gewicht van de tractiemotor half afgeveerd is. Nadeel hiervan is dat de elektromotor tijdens het rijden stoten te verduren krijgt. Aangezien dergelijke apparatuur daar niet goed tegen bestand is, geeft dit een maximumsnelheid. Vroeger werd deze manier van ophanging bij snelheden vanaf ongeveer 100 km/h niet meer gebruikt. Door de komst van draaistroommotoren, die kleiner en minder zwaar zijn, is het maximum bij 140 of soms zelfs 160 km/h komen te liggen. Bij hogere snelheden wordt een ophanging gebruikt waarbij de tractiemotor volledig is afgeveerd, bijvoorbeeld de zogenoemde 'Hohlwellen-Antrieb' (holle as-aandrijving).
De naam van de ophangingsconfiguratie komt voort uit het vele gebruik bij de tramwegen voor de opkomst van de lagevloertrams. Bij de spoorwegen is dit nog een veelgebruikte technologie. Soms wordt ook de benaming neusophanging gebruikt, vergelijkbaar met het Engelse nose-suspended drive, verwijzend naar de uitstulping aan het motorhuis waaraan de vering met het (draaistel-)frame is bevestigd. Het Duitse Tatzlagerantrieb verwijst daarentegen naar de bevestigingen met de wielas.

## Integrierter Gesamtantrieb
Integrierter Gesamtantrieb (IGA), ook Henschel-Flexifloat-Antrieb of Gealaif-Antrieb, is een moderne variant van de tramophanging. Hierbij bestaat de behuizing van de elektromotor en de tandwielenkast uit één geheel. Hierbij is het lager aan de aandrijfkant van de elektromotor, het zogenoemde 'A-lager', weggelaten en vervangen door een lager in de tandwielenkast. Het voordeel hiervan is een betere krachtverdeling dan wanneer het lager tussen het motorhuis en het kleine tandwiel is geplaatst.
Onder dezelfde naam en gebruikmakend van hetzelfde principe, bestaat ook een uitvoering als 'Kardan-Hohlwellen-Antrieb'.

## Voorbeelden
Enkele voorbeelden van spoorvoertuigen met tramophanging:
- Elektrische locomotief NS-serie 1200
- S-bahn-treinstellen Baureihe 420
- GVB sneltram S1/S2

In de vorm van 'Integrierter Gesamtantrieb':
- Locomotieven uit het TRAXX-platform met een maximumsnelheid van 140 km/h.
- Goederenlocomotief Baureihe 152 van Siemens Rail Systems